# Grisolles, Tarn-et-Garonne
Grisolles là một xã của tỉnh Tarn-et-Garonne, thuộc vùng Occitanie, miền nam nước Pháp.

## Di tích

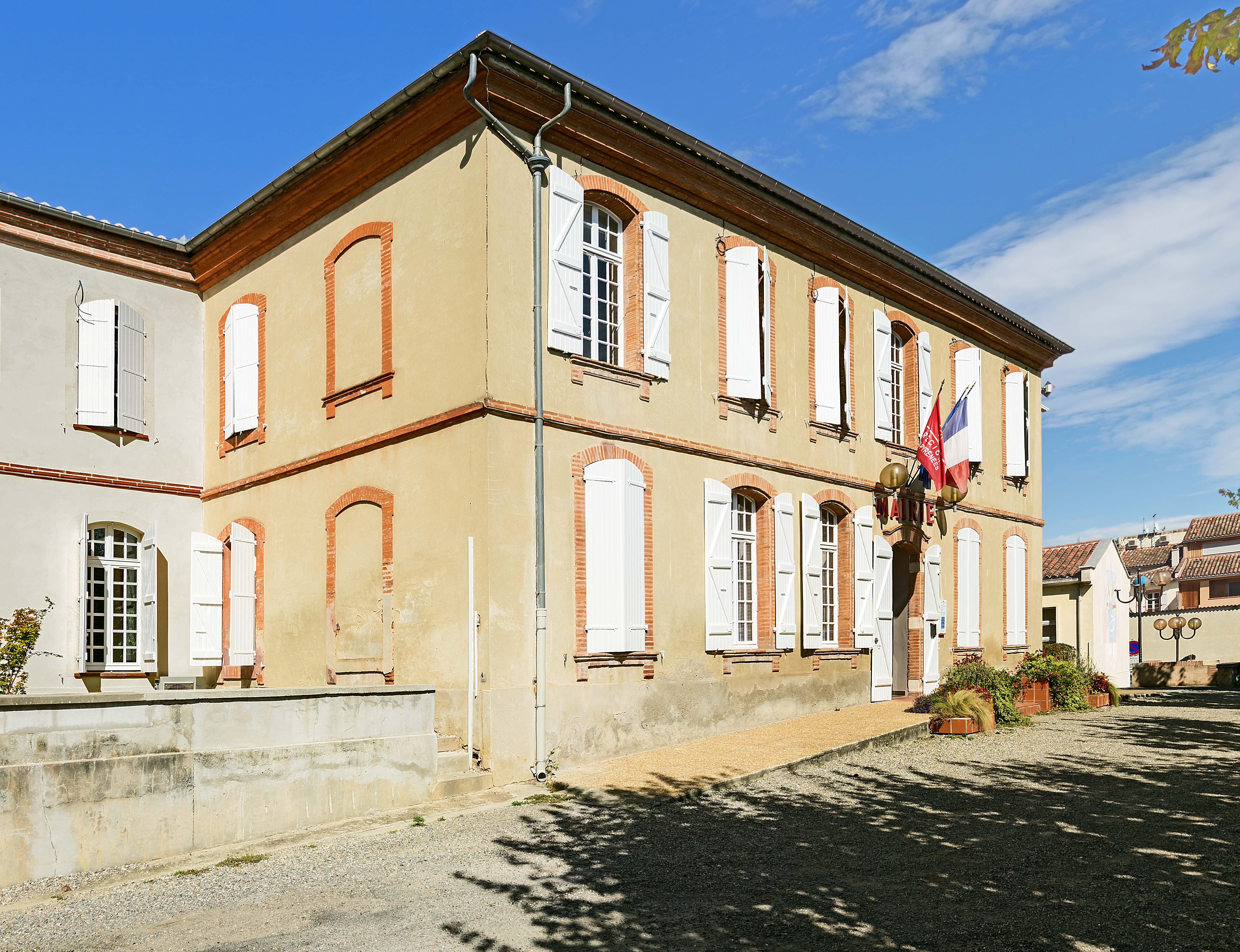
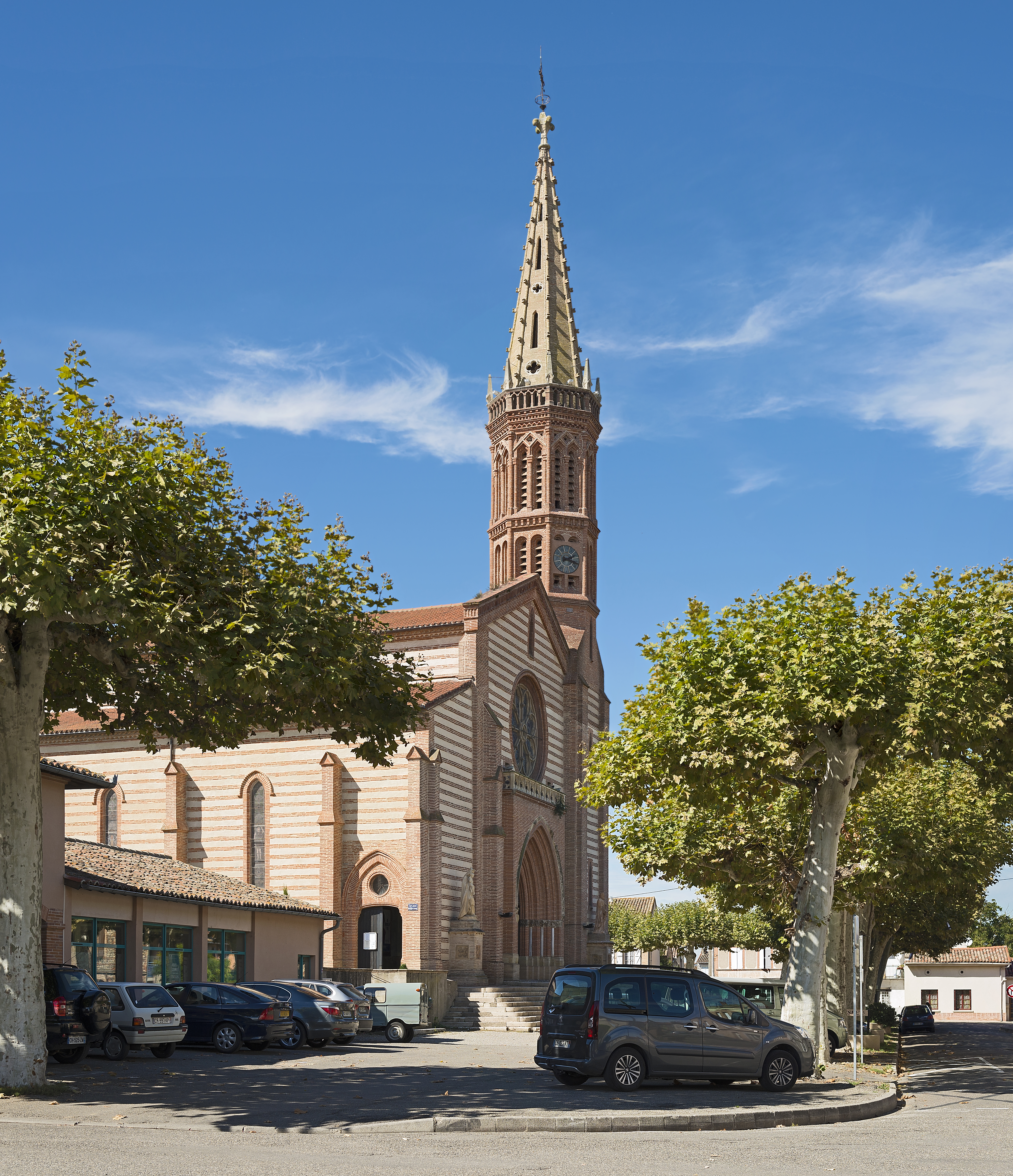
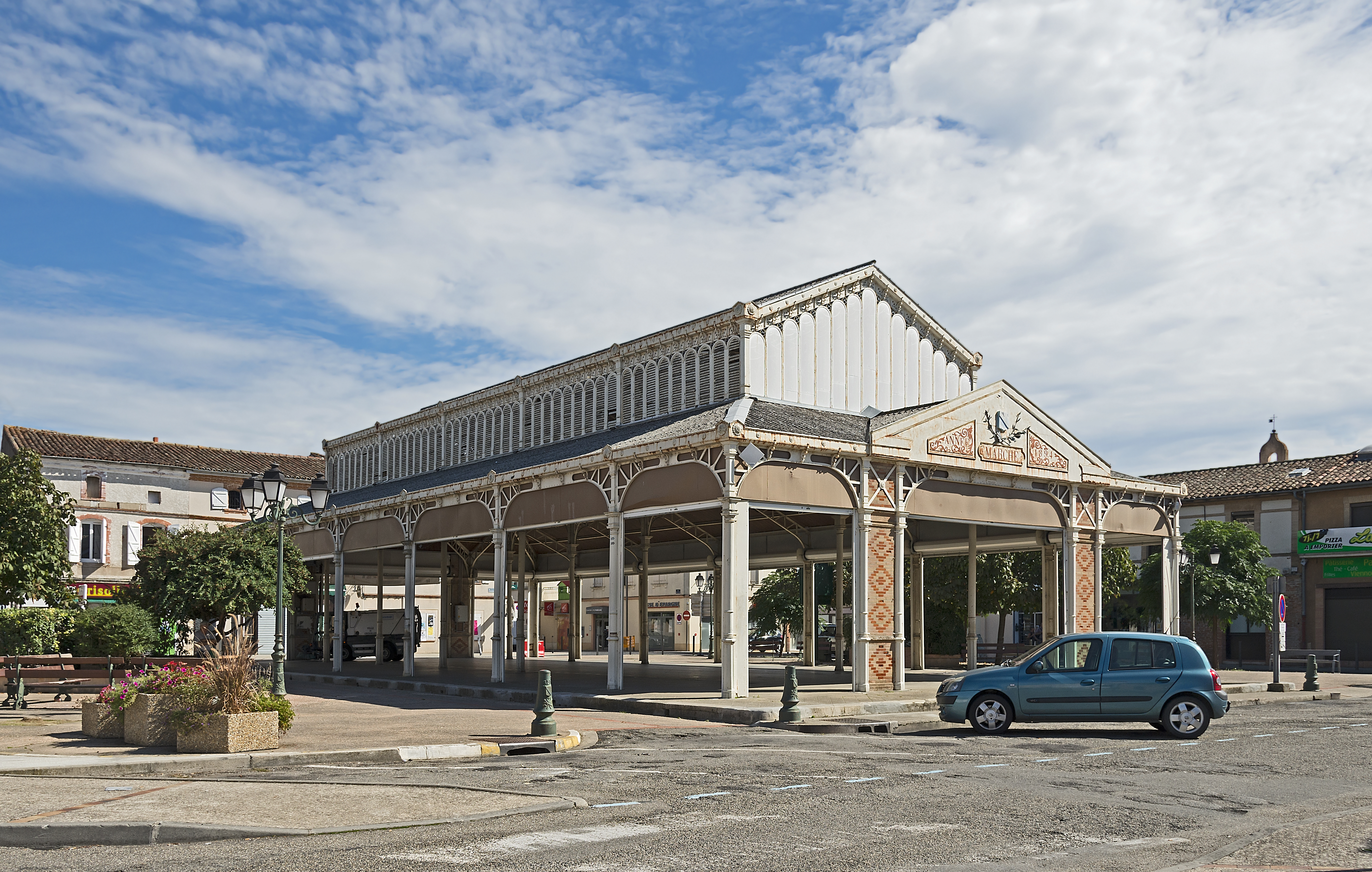
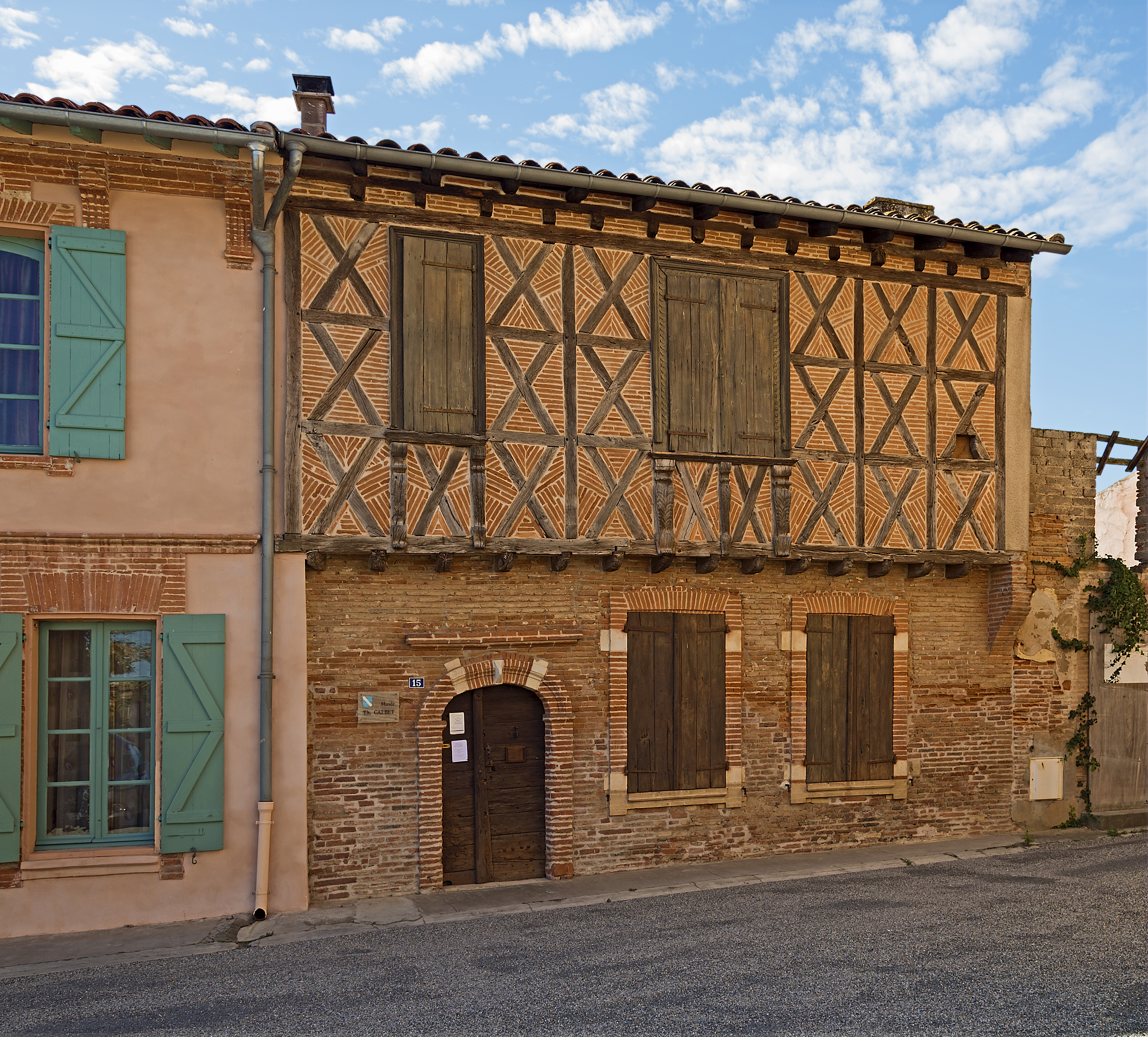